# Naturschutzgebiet Bollenberg bei Gothmann
Koordinaten: 53° 21′ 29,2″ N, 10° 45′ 37,4″ O

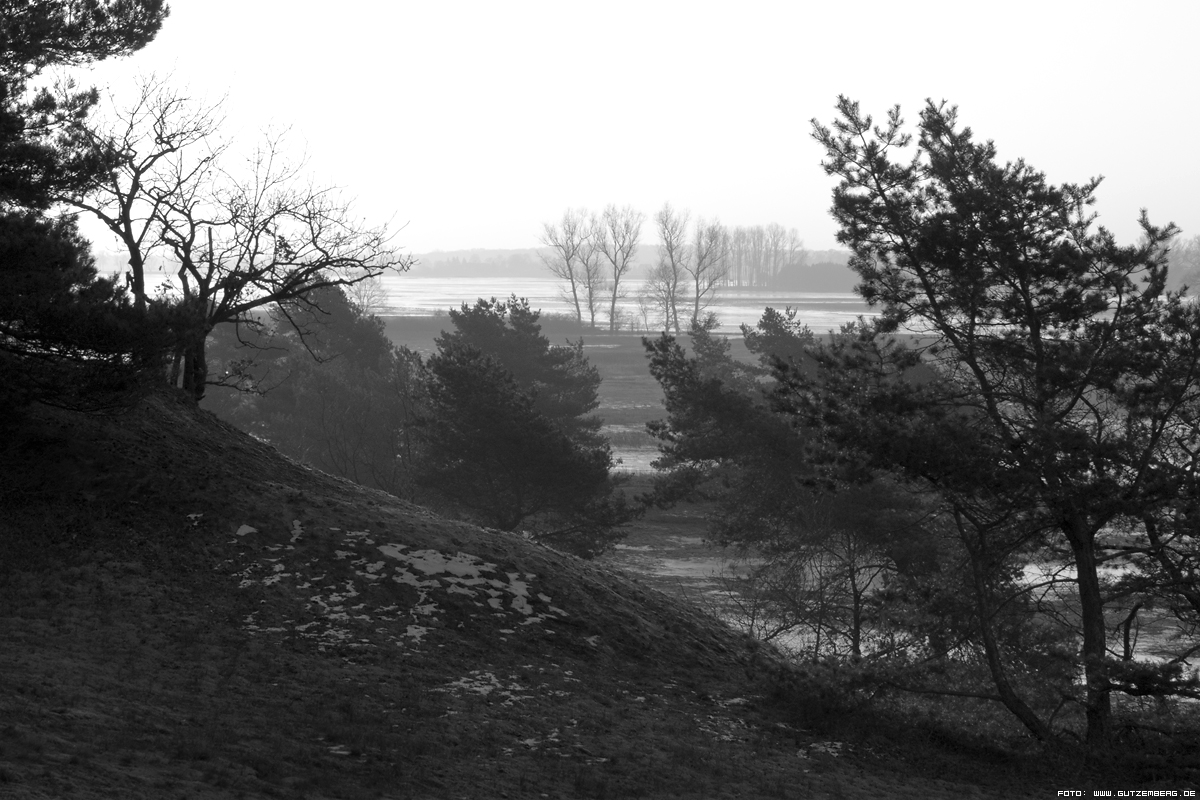
Feb. 2011: unterwegs im NSG Bollenberg, bei Hochwasser

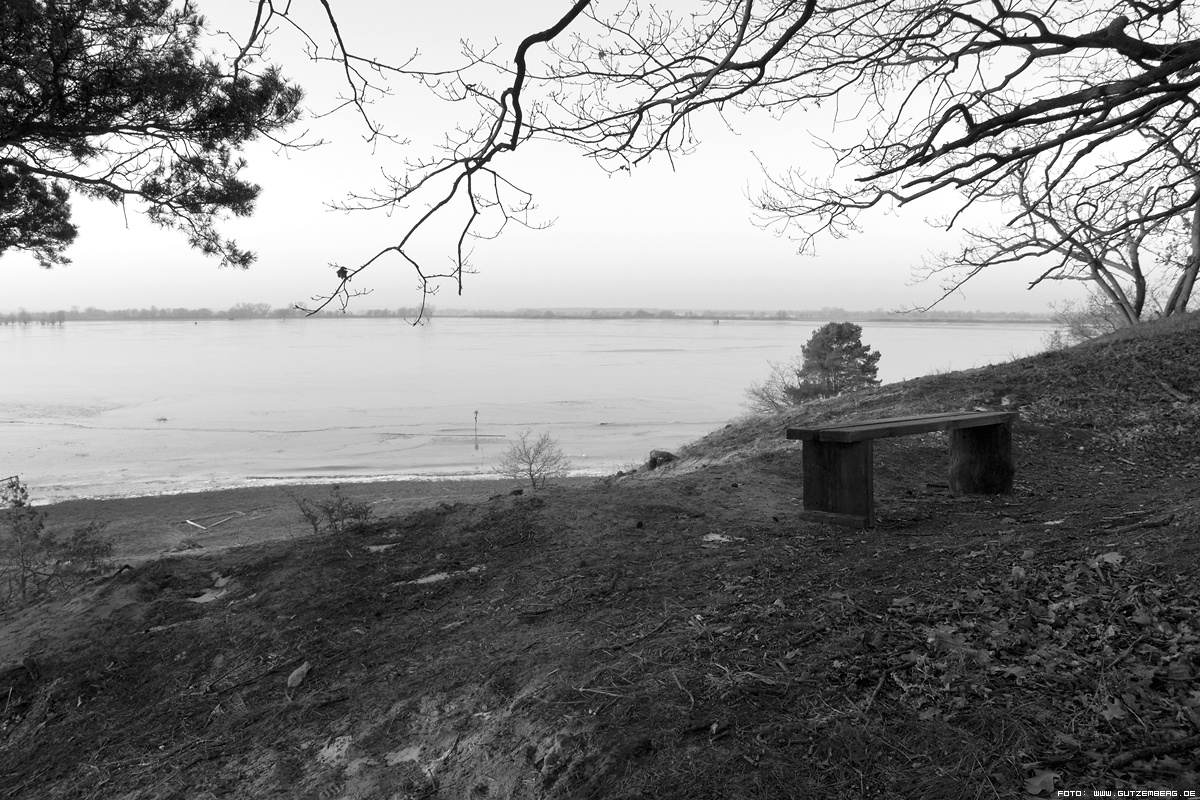
Feb. 2011: unterwegs im NSG Bollenberg, bei Hochwasser

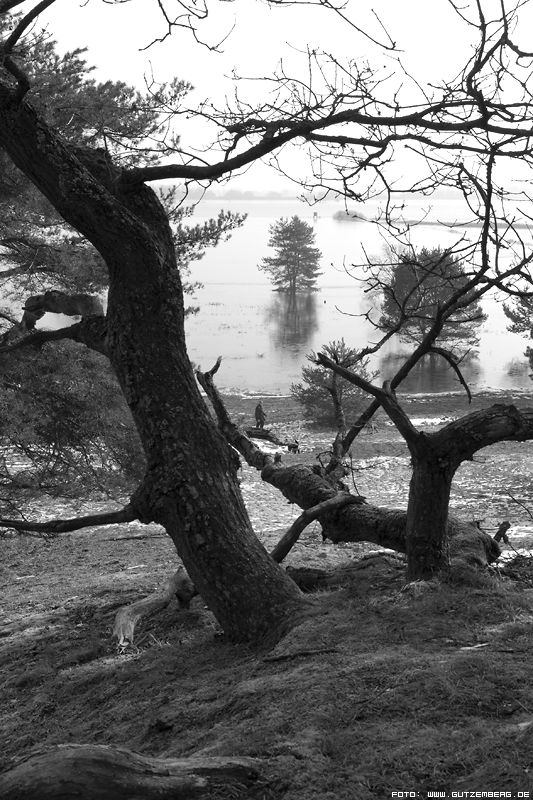
Feb. 2011: unterwegs im NSG Bollenberg, bei Hochwasser

Das Naturschutzgebiet Bollenberg bei Gothmann war ein 50 Hektar umfassendes Naturschutzgebiet in Mecklenburg-Vorpommern unweit östlich des namensgebenden Ortes Gothmann bei Boizenburg/Elbe. Die Unterschutzstellung erfolgte am 15. Mai 1990 mit dem Ziel, eine Binnendüne zu erhalten.
Das Naturschutzgebiet lag im Naturpark Mecklenburgisches Elbetal.
Heute liegt das Gebiet im UNESCO-Biosphärenreservat Flusslandschaft Elbe-Mecklenburg-Vorpommern. Mit Verabschiedung des „Gesetzes über das Biosphärenreservat Flusslandschaft Elbe Mecklenburg-Vorpommern“ vom 15. Januar 2015 wurde das Großschutzgebiet zur Umsetzung der nationalen Kriterien für die Anerkennung und Überprüfung von Biosphärenreservaten der UNESCO in Deutschland in Kern- und Pflege- und Entwicklungszonen gegliedert (§ 6 BRElbeG M-V). Gleichzeitig wurden mit Artikel 7 des Gesetzes „Aufhebung von Rechtsvorschriften“ die nationalen Schutzgebietsverordnungen und Beschlüsse u. a. zu Landschafts- und Naturschutzgebieten sowie zum Naturpark „Mecklenburgisches Elbetal“ aufgehoben, so dass diese Schutzgebietskategorien innerhalb des Biosphärenreservates nicht mehr existieren. Die Flächen des Naturschutzgebietes sind in den Schutzstatus Pflegezone in das UNESCO-Biosphärenreservat Flusslandschaft Elbe-Mecklenburg-Vorpommern übergegangen.

## Geschichte
Das Gebiet liegt im Urstromtal der Elbe. Die erst 1181 von Bernhard I. von Ratzeburg zum Schutz der Elbfurt auf dem Bollenberg errichtete Burg mit dem Namen Castrum wotmunde wurde 1201, 1208 und 1214 durch dänische Truppen unter König Waldemar II. zerstört und danach nicht wieder aufgebaut. Archäologische Grabungen in den 1960er Jahren ergaben drei entsprechende Brandprofile, das erste nahe der Oberfläche, das zweite ca. 60 Zentimeter tief und das dritte bei 100 Zentimeter, darunter nichts mehr. Die Brandprofile wiesen jeweils eine große Scherbenstreuung von Kugeltopfware auf, äußerst fein, beeinflusst von Vivianit. Diese Keramiken wurden auf eine Zeit vor 1208 bis 1224 datiert. Dendrodaten sind nicht vorhanden. Auf dem Bollenberg vermutete RICHTER 1980 die fränkische Burg Delbende aus dem Jahre 822. Die Grabungsergebnisse waren ihm jedoch nicht bekannt.
In der sectio 9 der Schmettauschen Karte wird der Bollenberg irreführend als Schloss Berg bezeichnet, was zu Verwechselungen mit dem Boizenburger Schloßberg auf dem hohen Elbufer führen kann. Dort befand sich ebenfalls eine Burganlage. 
Die Wiebekingsche Karte zeigt, dass noch im Jahr 1786 die Sude bei Gothmann in die Elbe mündete. Nutzungen des Bollenbergs beschränkten sich auf vereinzelte Weideflächen und Aufforstungsversuche.

## Pflanzen- und Tierwelt
Im Gebiet befinden sich noch Magerrasen, die von einwandernden Gehölzen aus Kiefer, Stiel-Eiche und Birke umgeben sind. Blaues Schillergras, Dünen-Schwingel, Astlose Graslilie und seltene Moose und Flechten kommen vor.